# Liste des hauts-commissaires des îles Féroé
Le haut-commissaire des îles Féroé (Rigsombudsmanden på Færøerne en danois) est le représentant du royaume de Danemark dans les îles Féroé, qui jouissent d'une autonomie interne. Le haut-commissaire dispose d'un siège au Løgting (Parlement féroïen), où il est autorisé à s'exprimer mais pas à voter.

## Liste des hauts-commissaires
| Titulaire                 | Date de début     | Date de fin       |
| ------------------------- | ----------------- | ----------------- |
| Cai A. Vagn-Hansen        | 1948              | 1954              |
| Niels Elkær-Hansen        | 1954              | 1961              |
| Mogens Wahl               | 1961              | 1972              |
| Leif Groth                | 1972              | 1981              |
| Niels Bentsen             | 1981              | 1988              |
| Bent Klinte               | 1988              | 1995              |
| Vibeke Larsen             | 30 juin 1996      | 1er novembre 2001 |
| Birgit Kleis (en)         | 1er novembre 2001 | 1er août 2005     |
| Søren Christensen (en)    | 1er août 2005     | 1er janvier 2008  |
| Dan M. Knudsen (en)       | 1er janvier 2008  | 9 mai 2017        |
| Lene Moyell Johansen (en) | 15 mai 2017       | en cours          |